# طائفة شريش
طائفة شريش كانت مملكة طوائف إسلامية أندلسية في العصور الوسطى في ما يعرف الآن بجنوب إسبانيا. تأسست سنة 1145م، وظلت قائمة حتى ضمتها الخلافة الموحدية.
ظلت شريش تحت الحكم الإسلامي حتى عام 1261م. وبعد انهيار الخلافة الموحدية، ظهرت كجيب مستقل حتى غزتها قشتالة. وكان يحكمها عرب بني الخزرج.

## قائمة الأمراء
- أبو القائم أجيال: 1145
- أبو القمر: 1145
- علي: 1145
  - إلى الموحدين